# Aisan Racing Team/Saison 2011
Dieser Artikel listet Erfolge und Mannschaft des Aisan Racing Teams in der Saison 2011 auf.

## Erfolge in den Continental Circuits
In den Rennen des UCI Continental Circuits gelangen dem Team nachstehende Erfolge.
| Datum            | Rennen                        | Kat. | Fahrer            |
| ---------------- | ----------------------------- | ---- | ----------------- |
| 26. Januar       | 4. Etappe Tour de Langkawi    | 2.HC | Takeaki Ayabe     |
| 27. Mai          | 1. Etappe Tour de Kumano      | 2.2  | Shinpei Fukuda    |
| 29. Mai          | 3. Etappe Tour de Kumano      | 2.2  | Taiji Nishitani   |
| 9. Juni          | 4. Etappe Tour de Singkarak   | 2.2  | Yasuharu Nakajima |
| 21. Oktober      | 2. Etappe Tour of Hainan      | 2.HC | Yasuharu Nakajima |
| 12.–13. November | Gesamtwertung Tour de Okinawa | 2.2  | Kazuhiro Mori     |

## Zugänge – Abgänge
| Zugänge           | Team 2010  | Abgänge             | Team 2011    |
| ----------------- | ---------- | ------------------- | ------------ |
| Yasuharu Nakajima | Team Nippo | Takumi Beppu        | Karriereende |
| Masakazu Itō      | Neoprofi   | Sinji Fujita        | Unbekannt    |
| Nozomu Kimori     | Neoprofi   | Satoshi Iwase       | Unbekannt    |
|                   |            | Mitsuhiro Matsumura | Unbekannt    |

## Mannschaft
| Name               | Geburtstag         | Nationalität |
| ------------------ | ------------------ | ------------ |
| Takeaki Ayabe      | 5. September 1980  | Japan        |
| Shinpei Fukuda     | 22. November 1987  | Japan        |
| Tomohiro Hayakawa  | 2. Januar 1990     | Japan        |
| Masakazu Itō       | 12. Juni 1988      | Japan        |
| Nozomu Kimori      | 1. Februar 1989    | Japan        |
| Ginji Kurokawa     | 16. November 1989  | Japan        |
| Kazuhiro Mori      | 17. September 1982 | Japan        |
| Yasuharu Nakajima  | 27. Dezember 1984  | Japan        |
| Taiji Nishitani    | 1. Februar 1981    | Japan        |
| Masahiro Shinagawa | 15. Februar 1982   | Japan        |
| Ryuta Sugiura      | 2. Mai 1989        | Japan        |
| Ken’ichi Suzuki    | 7. Mai 1981        | Japan        |
| Daishi Tajiri      | 16. Oktober 1984   | Japan        |

## Platzierungen in UCI-Ranglisten
UCI Asia Tour 2011
|      | Fahrer             | Punkte |
| ---- | ------------------ | ------ |
| 16.  | Taiji Nishitani    | 125    |
| 49.  | Kazuhiro Mori      | 59     |
| 59.  | Takeaki Ayabe      | 50     |
| 83.  | Masahiro Shinagawa | 38     |
| 169. | Yasuharu Nakajima  | 14     |
| 188. | Shinpei Fukuda     | 12     |
| 303. | Ken’ichi Suzuki    | 4      |